# Donald Norman
Donald Arthur Norman (født 25. december 1935) er en amerikansk forsker, professor i datalogi og kognitiv psykologi og forfatter. Norman er direktør for The Design Lab ved University of California, San Diego. Han er bedst kendt for sine bøger om design, særligt The Design of Everyday Things. Han er bredt anerkendt for sin ekspertise inden for områderne design, brugervenlighedsteknik og kognitionsvidenskab. Han er medgrundlægger og konsulent i Nielsen Norman Group. Han er også fellow i IDEO og medlem af Board of Trustees for IIT Institute of Design i Chicago. Han er professor emeritus i kognitionsvidenskab på University of California, San Diego. Norman er aktiv gæsteprofessor på Korea Advanced Institute of Science and Technology (KAIST), hvor han i flere år har brugt to måneder om året på at undervise.
Donald Norman er blandt andet kendt for sin tolkning af begrebet affordance, som oprindeligt blev lanceret af James Gibson i 1966. Norman behandler begrebet affordance i bogen The Design of Everyday Things (1988). For Norman refererer affordance til de opfattede og de faktiske egenskaber ved en ting. Eksempelvis ’afforder’ en stol, at man sætter sig på den, en lille bold ’afforder’, at man kaster med den osv. En tings affordance giver tydelige fingerpeg om, hvordan tingen skal anvendes, og set ud fra et designsynspunkt, er designet godt, hvis man blot ved at kigge på en simple ting ved, hvordan den skal anvendes. Eksempelvis vil en knap på en hjemmeside ’afforde’, at man trykker på den. Norman opfatter affordance relativt kognitivistisk, idet han ser affordance som afhængende af vore mentale modeller. Den mentale model som designeren har brugt, vil være umiddelbar forståelig for brugeren. Når affordance omfatter både de opfattede og de faktiske egenskaber ved en ting, betyder det, at en ting kan have en opfattet affordance uden at have en faktisk affordance. Fx har en glasvæg en opfattet affordance, som siger, at vi kan gå ind i naborummet. Men dette er ikke en faktisk affordance..
Meget af Normans arbejde involverer brugercentreret design, som han er stof fortaler af. Hans bøger har alle det overordnede formål at fremme design om alt fra døre til computere. Norman har været kontroversiel i sine udtalelser om at designforskning ikke har påvirket innovation af produkter særlig meget, og selvom forskere kan hjælpe med at rafinere eksisterende produkter, så er det stadig teknikere der opnår de store gennembrud. Han har derfor brugt forkortelsen JND (forkortelse for just-noticeable difference, på dansk just-mærkbar forskel) for at understrege sine bestræbelser på at gøre en forskel.

### Psykologibøger
- Norman, Donald A. (1983). Learning and Memory. W H Freeman & Co. ISBN 0716713004.
- Lindsay, Peter H.; Norman, Donald A. (1972). Human information processing: an introduction to psychology. Academic Press.[9]
- Norman, Donald A. (1976). Memory and Attention: An Introduction to Human Information Processing. Series in Psychology (2 udgave). John Wiley & Sons Inc. ISBN 0471651370.
- Norman, Donald A. (1969). Memory and Attention: An Introduction to Human Information Processing. John Wiley & Sons Inc. ISBN 0471651311.

### Bøger om anvendelighed
- Norman, Don (2013). The Design of Everyday Things. Revised and expanded. Basic Books. ISBN 9780465050659.
- Norman, Donald A. (2010). Living with Complexity. Cambridge, Mass.: MIT Press. ISBN 0262014866.
- Norman, Donald A. (2007). The Design of Future Things. Basic Books. ISBN 0465002277.
- Norman, Donald A. (2005). Emotional Design: Why We Love (or Hate) Everyday Things. Basic Books. ISBN 0465051367.
- Norman, Donald A. (1998). The Invisible Computer: Why Good Products Can Fail, the Personal Computer Is So Complex, and Information Appliances Are the Solution. Cambridge, Mass.: MIT Press. ISBN 9780262140652.
- Norman, Donald A. (1993). Turn Signals Are The Facial Expressions Of Automobiles. Basic Books. ISBN 9780201622362.
- Norman, Donald A. (1993). Things That Make Us Smart: Defending Human Attributes In The Age Of The Machine. William Patrick Book. Basic Books. ISBN 0201626950.
- Norman, Donald A. (1988). The Psychology of Everyday Things (1 udgave). Basic Books. ISBN 0465067093.

### Andre publikation
- Direct manipulation interfaces (1985) om direkte manipulation i samarbejde med E. L. Hutchins (førsteforfatter) og J.D. Hollan
- User Centered System Design: New Perspectives on Human-Computer Interaction (1986) (redaktør i samarbejde med Stephen Draper)
- Norman, Donald A. (1994). Defending Human Attributes in the Age of the Machine (CD-ROM for Mac) (engelsk). Voyager Company. ASIN B000CIQ42I. Combining his books, Design of Everyday Things, Turn Signals Are the Facial Expressions of Automobiles, Things That Make Us Smart, med forskellige rapporter.